# 柿島伸次
柿島 伸次（かきじま しんじ、1966年2月19日 - ）は、日本のミュージシャン、作曲家、編曲家。横浜市港南区出身。1993年10月から1994年4月にはニッポン放送オールナイトニッポンのラジオパーソナリティを務めた。ギタリスト、キーボーディストとして数々のレコーディングに参加しているほか、テレビアニメのサウンドトラックも手掛けている。

## 経歴
10代の頃からテレビや舞台に出演しており、テレビドラマでは『3年B組金八先生』にエキストラ出演したことを経て『スクール☆ウォーズ』に生徒役で出演した。その後は仲間たちとのバンド活動を経てソロで歌手活動を開始し、1993年にSPEEDSTAR RECORDSからメジャー・デビュー。アメリカンロックを中心にシングル4枚、アルバム4枚を制作するもののミリオンセラーの時代だった当時においては売上が足りず、娘が生まれる1日前にはクビを言い渡されてしまったことから、それ以降は編曲やアニメへの楽曲提供などにも活動の幅を広げる。
2002年には、テレビアニメ『アクエリアンエイジ Sign for Evolution』で主人公の上倉多響太（声 - 田中伸幸）の歌唱シーンを担当。2005年にドイツのコブレンツで開催された「AnimagiC 2005」に参加。2009年には、「Ash Potato」（Dr - 麻生祥一郎、Bass - 高畠俊）とともに「かっきー&アッシュポテト」名義でシングル『スイヘイリーベ 〜魔法の呪文〜』を発売した。

## ディスコグラフィ

### アルバム
1. 『名前のついていない場所へ』（1993年8月21日発売/VICL-15021）
  1. いまここから
  2. ちぎられた空の下
  3. いくつもの夜を越えて
  4. 君に気づいて
  5. 飾られた街
  6. 終らない季節
2. 『夜明け前〜HIT THE ROAD LEADS TO THE TRUTH』（1994年3月2日発売/VICL-505）
  1. 夜明け前に
  2. RUNNING ON
  3. Lily
  4. 冷たい夜
  5. 忘れてた歌が今
  6. 裸足のままで
  7. 今そばにいる君がこんなにも遠くて
  8. Believe
  9. WINDING ROAD
  10. 眠ってる君に
3. 『Rolling DOWN HOME』（1995年2月22日発売/VICL-620）
  1. RED or BLACK
  2. Rolling DOWN HOME
  3. TVの向うで
  4. 朝が降る夜が来る
  5. いつか夏の日に
  6. 瞳の中へ
  7. ふたり雨の日
  8. いつもの様に僕は
  9. 木村君の悲劇
  10. Letter
  11. たった一人の俺
  12. 君がいるから
4. 『太陽の鼓動』（1996年2月21日発売/VICL-749）
  1. 涙がながれてしまうのは
  2. 最後の夜明け（作詞:伊勢正三）
  3. いつもと同じ黄昏なのに
  4. ふんばってみるか
  5. 僕
  6. 少しだけ寂しくて　とても嬉しい日
  7. 明日になれば
  8. WILD HIGHWAY
  9. ALIVE
5. 『げんこつ』（2001年6月29日発売/RSR1004）
  1. やっぱり青春だ!
  2. 大根役者が今日も行く
  3. ロックスター
  4. SECRET CAFE
  5. もう一軒飲みに行こう
  6. 夕焼けの詩
6. 『楽しい人生』（2013年9月6日発売/KRAL-1）
  1. 楽しい人生
  2. I LOVE ケーシー!
  3. 心にいつも
  4. I Just keep on Running
  5. こんな時だからこそ
  6. あなたと一緒に
  7. やさいのうた
  8. Happy Birthday
7. 『歩き出せば景色は見えてくる』（2023年8月19日発売/ONDK-3299）
  1. 歩き出せば景色は見えてくる
  2. ぼくはギター、ぼくとギター（with 中川五朗）
  3. 僕の住んでる街が
  4. ミセス・ローザ・パークス
  5. 通用門ぬけた帰り道
  6. フォーク酒場神田昭和のうた
  7. うたを歌おう
  8. いちばんだいじ
  9. Good Night Radio

### ベストアルバム
1. 『柿島伸次BEST 〜WINDING ROAD〜』（2003年7月18日発売/RSR-1015）
  1. WINDING ROAD
  2. RED or BLACK
  3. 瞳の中へ
  4. Lily
  5. WILD HIGHWAY
  6. 木村君の悲劇
  7. 僕
  8. いつか夏の日に
  9. 今そばにいる君がこんなにも遠くて
  10. 夜明け前に
  11. いまここから
  12. たったひとりの俺
  13. 忘れてた歌が今
  14. オーディエンス
  15. 悲しみの雨はいつか
2. 『STARTING OVER  SHINJI KAKIJIMA BEST ALBUM』（2005年2月23日発売/VICL-61562）
  1. CALL YOU...君と僕の未来
  2. STARTING OVER
  3. The Law of Perfect Pride
  4. ニコルのピアノ（涙のテーマ）
  5. MEMORY
  6. 涙が流れてしまうのは
  7. TRY AGAIN
  8. Letter
  9. TVの向うで
  10. Rolling DOWN HOME
  11. 明日になれば '94
  12. チャリンコと夕陽と野良犬と
  13. WINDING ROAD
  14. 悲しみの雨はいつか
  15. いまここから

### シングル
1. 『夜明け前に』（1994年2月9日発売/VIDL-10478）
  1. 夜明け前に(Single Translation)
  2. 今そばにいいる君が こんなにも遠くて(Single Translation)
  3. 夜明け前に(Instrumental Mix)
2. 『TRY AGAIN』（1994年4月27日発売/VIDL-10515）
  1. TRY AGAIN(Single Translation)（テレビ東京系「Jリーグ中継」EDテーマ）
  2. Lily(Single Translation)
  3. ちぎれた空の下(Acoustic Translation)
  4. TRY AGAIN(Instrumental Mix)
3. 『たった一人の俺』（1994年11月23日発売/VIDL-10573）
  1. たった一人の俺
  2. TVの向うで
  3. いつか夏の日に
4. 『最後の夜明け』（1996年1月24日発売/VIDL-10732）
  1. 最後の夜明け
  2. 家族をつくろう
  3. 最後の夜明け～TVMIX
5. 『はだしの心で』（1998年2月21日/CODC-1424）
  1. はだしの心で / 歌：希砂未竜
  2. ∞（むげんだい）の勇気（特撮テレビドラマ『星獣戦隊ギンガマン』挿入歌）
  3. はだしの心で（オリジナル・カラオケ）
  4. ∞（むげんだい）の勇気(オリジナル・カラオケ)
6. 『MEMORY』（2001年4月21日発売/VICL-35253）
  1. MEMORY（テレビアニメ『The Soul Taker 〜魂狩〜』エンディングテーマ）
  2. As time goes by / 歌：浅見昴生
  3. MEMORY 〜 TV EDIT ENGLISH VERSION
  4. As time goes by（オリジナル・カラオケ）
  5. MEMORY（オリジナル・カラオケ）
7. 『CALL YOU...君と僕の未来』（2005年1月21日発売/VICL-35762）
  1. CALL YOU...君と僕の未来（テレビアニメ『トランスフォーマー ギャラクシーフォース』前期オープニングテーマ）
  2. いつも / 歌：いっせいともか
  3. CALL YOU...君と僕の未来（オリジナル・カラオケ）
  4. いつも（オリジナル・カラオケ）
8. 『IGNITION-イグニッション!』（2005年7月21日発売/VICL-35847）
  1. IGNITION-イグニッション! / 歌：CHINO
  2. Growing up!!（テレビアニメ『トランスフォーマーギャラクシーフォース』後期エンディングテーマ）
  3. IGNITION-イグニッション!（オリジナル・カラオケ）
  4. Growing up!!（オリジナル・カラオケ）
9. 『PLACES IN THE HEART』（2009年1月21日発売/VTCL-35037）
  1. PLACE IN THE HEART（OVA『機動戦士ガンダム MS IGLOO 2 重力戦線』第2話エンディングテーマ）
  2. One 〜僕らが存在する理由〜
  3. PLACE IN THE HEART(without vocal)
  4. One 〜僕らが存在する理由〜(without vocal)
10. 『スイヘイリーベ 〜魔法の呪文〜』（2009年7月29日発売/VTCL-35062）
  1. スイヘイリーベ 〜魔法の呪文〜（テレビアニメ『エレメントハンター』EDテーマ） ※かっきー&アッシュポテト名義
  2. 科学者偉人伝〜みんな初めは〜 ※かっきー&アッシュポテト名義
  3. 花粉症ブルース ※かっきー&アッシュポテト名義
  4. スイヘイリーベ 〜魔法の呪文〜（オリジナル・カラオケ）
  5. 科学者偉人伝〜みんな初めは〜（オリジナル・カラオケ）
  6. 花粉症ブルース（オリジナル・カラオケ）
11. 『ス・マ・イ・ル/とまとっと...?とうがらし 〜やさいしりとり〜』（2015年6月17日発売/THCS-60054）
  1. ス・マ・イ・ル / 歌：上白石萌歌
  2. とまとっと...?とうがらし 〜やさいしりとり〜（テレビアニメ『はなかっぱ』第6期エンディングテーマ） ※柿島伸次 with はなかっぱ・ももかっぱ名義
  3. ス・マ・イ・ル(Instrumental)
  4. とまとっと...?とうがらし 〜やさいしりとり〜(Instrumental)
12. 『泥水の中でもキレイでいよう』（2018年10月27日発売/KRAL-2）
  1. 泥水の中でもキレイでいよう
  2. 傍観者3.11
  3. あいつがやってくる
  4. あなたと一緒に(Last Live 2018.4.21, at BlueCornCafé)

### 歌唱
- テレビアニメ『アクエリアンエイジ Sign for Evolution』挿入歌（2002年） ※T.L.Signal名義
  - PRISM
  - リバーシブルカクティー
  - 始まりはいつも
  - Please Mr.TRAIN
  - 僕は強くなりたい
- テレビアニメ『L/R -Licensed by Royal-』挿入歌（2003年）
  - The law of perfect pride
  - Luck will turn someday
  - Tell me something true
- 一雫（テレビアニメ『爆裂天使』イメージソング/2004年）
- テレビアニメ『逮捕しちゃうぞ フルスロットル』（2007年）
  - Azure Blue
  - ヴァージンロードに花が咲く ※柿乃島伸衛門名義
- 山奥少年の恋物語（映画『僕の彼女はサイボーグ』挿入歌/2008年）※中川和泉、吉村愛美、小嶋夕葉、眞次海人との合唱
- テレビアニメ『天体戦士サンレッド』（2009年）
  - 鳥取戦士サキューンのテーマ
  - 僕らのヒーローサンレッド
  - シャチホコイダーGのテーマだぎゃぁ
  - ウェザースリーのテーマ
  - 闇のヒーロー ナイトマン（第43話EDテーマ）
  - 溝の口音頭
  - 男だったら前を向いて行け!
- 越冬サントラ海峡（テレビアニメ『これはゾンビですか? オブ・ザ・デッド』/2012年）
- テレビアニメ『東京レイヴンズ』（2013年）
  - All the same（第8話挿入歌）
  - Daily Knack（第20話挿入歌）
- 平多正於舞踊研究所・運動会ソング
  - ソイヤ!まとい節（2015年）
  - 祭り太鼓NIPPON!（2016年）

### キッズソングカバー
- おふろがスキー
- ジャンケントレイン
- ハミガキマン さんじょう!（柿島伸次 & asuka）
- トイレ よいとこ よっといれ（柿島伸次 & チバナギサ）
- オフロスキーのちゃっぽんぶし（柿島伸次 & チバナギサ）

## 楽曲提供

### 歌手
- コミネリサ
  - 「Red monochrome」（作曲・編曲）作詞：中野愛子（『東京レイヴンズ』挿入歌）
- savage genius
  - 「First Smile」（作曲・編曲）作詞：ああ
- 寺田恵子
  - 「Thank you love」（作曲）作詞：寺田恵子・編曲：渡辺格（『逮捕しちゃうぞ』EDテーマ）
- 戸塚慎
  - 「Break of dawn」（作曲・編曲）作詞：戸塚慎（映画『腐女子彼女』挿入歌）
- 南里侑香
  - 「Andante アンダンテ」（作曲）作詞：南里侑香・編曲：尾澤拓実
- 三重野瞳
  - 「ビニイルプウル」（作曲） 作詞：三重野瞳 / 編曲：野崎圭一・三重野瞳
  - 「最後の砦」（作曲） 作詞：三重野瞳 / 編曲：野崎圭一・三重野瞳
  - 「メリーベリーゴーランド」（作曲） 作詞：三重野瞳 / 編曲：野崎圭一・三重野瞳
  - 「Happy Birthday」（作曲） 作詞：三重野瞳 / 編曲：野崎圭一・三重野瞳
  - 「みつあみ」（作曲）作詞：三重野瞳 / 編曲：西田マサラ
  - 「mother boat」（作曲） 作詞：三重野瞳 / 編曲：野崎圭一・三重野瞳
- 水木一郎
  - 「鬼の歳三」（作曲）作詞：亜蘭知子
  - 「Burn! Burn! 〜燃え尽きるまで〜」（作曲）作詞：亜蘭知子
- 柳葉敏郎
  - 「何かの縁だから」（作詞・作曲）編曲：滝沢淑行（アルバム『B』より）
  - 「夕焼けの詩」（作詞・作曲）編曲：滝沢淑行（アルバム『B』より）
  - 「もう一軒飲みに行こう!」（作詞・作曲・編曲）（アルバム『A2000』より）
  - 「まがりくねった道の上で」（作詞・作曲・編曲）（アルバム『A2000』より）
- 山口理恵
  - 「Embrace the Night」（作曲・編曲）作詞：山口理恵
- Ray
  - 「You're my jewel」（作曲・編曲）作詞：黒崎真音（PS Vita用ゲーム「BinaryStar」EDテーマ）

### アニメ作品
- GEAR戦士 電童
  - 「FINAL ATTACK」（作曲） 作詞：石川雅敏 / 編曲：西田マサラ / 歌：REN
- これはゾンビですか?
  - 「またあしたね。」（作曲・編曲）作詞：中野愛子 / 歌：山口理恵
  - 「素顔」（作曲・編曲）作詞：中野愛子 / 歌：月宮みどり
- しゅごキャラ!
  - 「にじいろキャラチェンジ!」（作曲）作詞：斉藤恵 / 編曲：上杉洋史 / 歌：あむ with ラン・ミキ・スゥ
  - 「君のBIRTHDAY（作曲・編曲）作詞：斉藤恵 / 歌：日奈森あむ（CV：伊藤かな恵）
  - 「Happy X'mas」（作曲・編曲）作詞：斉藤恵 / 歌：あむ with ラン・ミキ・スゥ
- 逮捕しちゃうぞ
  - 「こんな晴れた午後は」（作曲）作詞：横山武 / 編曲：米光亮 / 歌：小早川美幸（CV：平松晶子） with N
  - 「このまま二人で歩いて行けたら」（作曲・編曲）作詞：三重野瞳 / 歌：岩井久美子
- 爆裂天使
  - 「Breathe」（作曲・編曲）作詞：三重野瞳 / 歌：セイ（CV：田中理恵）

## 編曲
- savage genius
  - 「into the Sky 〜風の結晶〜」作詞：ああ / 作曲：takumi / 編曲：野崎圭一・柿島伸次（アルバム『風の結晶』より）
  - 「あたしのすべて〜Die for you〜」（編曲）作詞：ああ / 作曲：takumi（アルバム『風の結晶』より）
- emiko
  - 「ずっとこの街で」（編曲）作詞・作曲：emiko
  - 「Only your friend」（編曲）作詞・作曲：小野晴美（テレビアニメ『うた∽かた』挿入歌）

## 楽曲担当
- 天体戦士サンレッド
- これはゾンビですか?
- NHK教育テレビ「いないいないばあっ!」
- OVA「森田さんは無口」

## 演奏
- 劇場版 機動戦士ガンダム00 -A wakening of the Trailblazer- - 川井憲次の下でオルガンを担当

## ラジオ出演
- 柿島伸次のオールナイトニッポン（1993年10月 - 1994年4月）
- GB Radio - TRY・TRY・TRY -（FM：1994年）
- のざP&りえのLive Dog!（超!A&G+：2010年10月10日 - 2012年9月23日）
- のざP・松永真穂のライブドッグ!（超!A&G+：2012年10月7日 - 2016年3月22日）
- のざP・前田玲奈のライブドッグ!（超!A&G+：2016年4月5日 - 2017年3月23日）
- のざP・駒形友梨のライブドッグ!（超!A&G+：2017年4月6日 - 2020年9月27日）

## 関連人物
- 山田晃士 - SPEEDSTAR RECORDSのレーベルメイト。
- 三重野瞳 - 柿島の「MEMORY」「Growing Up!」に歌詞提供。
- 山本ゆかり - 友人。柿島がコーラスで参加したこともある。